# The Voice (álbum)
- Para a canção homónima de Eimear Quinn, vencedora do Festival Eurovisão da Canção 1996, consulte o artigo: The Voice

The Voice é o segundo álbum de estúdio da cantora Ayaka Hirahara. Não vendeu tão bem quanto o primeiro, vendeu cerca de 176 957 cópias em todo Japão, rendendo um disco de ouro. Teve 4 single, sendo que os três tiveram vendas boas, já o quarto e último vendeu só cerca de 989 copias. Possui 13 faixas sendo uma dela a versão inglesa da canção Jupiter.

## Faixas
Faixas do álbum The Voice:
| N.º | Título                                              | Letras           | Música                      | Duração |  |
| 1.  | "BLESSING Shukufuku (祝福) ~album mix~"             | Yumi Yoshimoto   | Obispo Pascal               | 5:57    |  |
| 2.  | "NIJI NO YOKAN NO YOKAN"                            | Ayaka Hirahara   | Ayaka Hirahara              | 0:42    |  |
| 3.  | "Niji no Yokan (虹の予感)"                          | Ayaka Hirahara   | Ayaka Hirahara              | 5:16    |  |
| 4.  | "Yume no Tane (夢の種)"                             | Toda Syougo      | Kan Sawada                  | 5:04    |  |
| 5.  | "i"                                                 | Ayaka Hirahara   | Ayaka Hirahara              | 4:59    |  |
| 6.  | "Smile"                                             | Ayaka Hirahara   | Takayuki Hattori            | 3:04    |  |
| 7.  | "Utau Kaze (歌う風)"                                | Ayaka Hirahara   | Shingo Kobayashi            | 4:56    |  |
| 8.  | "Kokoro Moyou (心もよう)"                           | Inoue Yosui      | Inoue Yosui                 | 4:29    |  |
| 9.  | "Kimi to Iru Jikan no Naka de (君といる時間の中で)" | Ayaka Hirahara   | Shingo Kobayashi            | 4:54    |  |
| 10. | "Watashi wo Yonde (私を呼んで)"                     | Ayaka Hirahara   | Ayaka Hirahara              | 5:04    |  |
| 11. | "Negai (願い)"                                      | Ayaka Hirahara   | Masayuki Sakamoto           | 5:30    |  |
| 12. | "Hello Again, JoJo"                                 | Toda Syougo      | Kan Sawada                  | 4:54    |  |
| 13. | "The Voice ~"Jupiter" english version~"             | Andreas Carlsson | G.Holst / Masayuki Sakamoto | 5:51    |  |